# SN 2003fb
SN 2003fb – supernowa typu II odkryta 5 czerwca 2003 roku w galaktyce UGC 11522. W momencie odkrycia miała maksymalną jasność 18,60m.